# 民主進步黨全國黨員代表大會
民主進步黨全國黨員代表大會（簡稱民進黨全代會）是民主進步黨最高權力機關，每一年由中央執行委員會召集一次。除每年定期集會外，必要時經中央執行委員會決議或全國五個以上直轄市、縣、市黨部之書面提議，中央執行委員會應召集臨時黨員代表大會。全國黨代表任期二年，由各級黨部及全國原住民族選舉之代表、現任高階黨職或經公職人員選舉而任高階公職之黨員、與歷任黨主席之黨員共同組成。

## 歷史
1986年9月28日，黨外中央後援會於臺北市圓山大飯店舉行針對年底國民大會代表選舉及立法委員選舉的黨外候選人推薦會，會中變更議程決議突破當時戒嚴時期下的黨禁，132位與會人士簽名組建「民主進步黨」。隨後於1986年11月10日，民主進步黨在臺北環亞大飯店五樓文化中心舉行第一次全國黨員代表大會，通過黨章、黨綱及紀律仲裁辦法等議案，並選出31位中央執行委員。

## 職權
依據《民主進步黨黨章》第十四條，全國黨員代表大會職權如下：
1. 修訂本黨黨章。
2. 議定本黨綱領。
3. 聽取並檢討中央執行委員會之工作報告。
4. 聽取並檢討中央評議委員會之工作報告。
5. 聽取並檢討中央、直轄市市議會黨團及縣市以上行政首長之工作報告。
6. 受理及議決提案。
7. 選舉、罷免中央執行委員及評議委員。
8. 議決中央評議委員會移送之重大紀律案。
9. 議決紀律評議裁決條例及仲裁條例並行使仲裁委員之同意權。
10. 議決廉政條例並行使廉政委員之同意權。

## 歷屆大會
| 屆次                  | 舉行時間 | 舉行時間        | 備考   |
| --------------------- | -------- | --------------- | ------ |
| 第1屆全代會           | 1986年   | 11月10日        |        |
| 第2屆第1次臨時全代會  | 1988年   | 4月16、17日     |        |
| 第3屆全代會           | 1988年   | 10月29、30日    |        |
| 第3屆第2次臨時全代會  | 1989年   | 7月29、30日     |        |
| 第4屆第1次全代會      | 1989年   | 10月28、29日    |        |
| 第4屆第2次全代會      | 1990年   | 10月6、7日      |        |
| 第5屆第1次全代會      | 1991年   | 10月12、13日    |        |
| 第5屆第3次全代會      | 1993年   | 6月12、13日     |        |
| 第6屆第1次全代會      | 1994年   | 4月30日、5月1日 |        |
| 第6屆第2次全代會      | 1995年   | 3月18、19日     |        |
| 第7屆第1次臨時全代會  | 1996年   | 12月1日         |        |
| 第7屆第2次全代會      | 1997年   | 9月27、28日     | [ 1 ]  |
| 第8屆第1次全代會      | 1998年   | 7月18、19日     |        |
| 第8屆第2次全代會      | 1999年   |                 |        |
| 第9屆第1次全代會      | 2000年   | 7月15、16日     |        |
| 第9屆第1次臨時全代會  | 2001年   | 5月6日          |        |
| 第9屆第2次全代會      | 2001年   | 10月20日        |        |
| 第9屆第2次臨時全代會  | 2002年   | 4月20日         |        |
| 第10屆第1次臨時全代會 | 2004年   | 4月10日         |        |
| 第11屆第1次全代會     | 2004年   | 7月18日         | [ 2 ]  |
| 第11屆第1次臨時全代會 | 2004年   | 9月26日         | [ 3 ]  |
| 第12屆第1次全代會     | 2006年   | 7月22、23日     | [ 4 ]  |
| 第12屆第2次全代會     | 2007年   | 9月30日         |        |
| 第12屆第1次臨時全代會 | 2008年   | 5月4日          | [ 5 ]  |
| 第13屆第1次全代會     | 2008年   | 7月20日         | [ 6 ]  |
| 第13屆第1次臨時全代會 | 2010年   | 1月24日         | [ 7 ]  |
| 第14屆第1次臨時全代會 | 2011年   | 1月22日         | [ 8 ]  |
| 第14屆第2次全代會     | 2011年   | 9月24日         | [ 9 ]  |
| 第15屆第1次全代會     | 2012年   | 7月9日          | [ 10 ] |
| 第15屆第2次全代會     | 2013年   | 5月25日         | [ 11 ] |
| 第16屆第1次全代會     | 2014年   | 7月20日         | [ 12 ] |
| 第16屆第2次全代會     | 2015年   | 9月19日         | [ 13 ] |
| 第16屆第1次臨時全代會 | 2016年   | 4月9日          | [ 14 ] |
| 第17屆第1次全代會     | 2016年   | 7月18日         | [ 15 ] |
| 第17屆第2次全代會     | 2017年   | 9月24日         | [ 16 ] |
| 第18屆第1次全代會     | 2018年   | 7月15日         | [ 17 ] |
| 第18屆第2次全代會     | 2019年   | 9月28日         | [ 18 ] |
| 第19屆第1次全代會     | 2020年   | 7月19日         | [ 19 ] |
| 第19屆第2次全代會     | 2021年   | 11月14日        | [ 20 ] |
| 第20屆第1次全代會     | 2022年   | 7月17日         | [ 21 ] |
| 第20屆第2次全代會     | 2023年   | 7月16日         | [ 22 ] |
| 第21屆第1次全代會     | 2024年   | 7月21日         | [ 23 ] |
| 第21屆第2次全代會     | 2025年   | 6月28日         |        |